# Зоран Ђорђевић (политичар)
Зоран Ђорђевић (Београд, 11. фебруар 1970) српски је политичар. Обављао је функцију министра рада, запошљавања, борачких и социјалних питања у Влади Републике Србије и претходно министра одбране Републике Србије.

## Биографија
Мастер је економских наука – област: Међународно банкарство и финансије, заједнички програм на енглеском језику Универзитета Пантеион, Атина (Грчка) - Факултета за друштвене и политичке науке и Факултета за међународну економију, Београд. Завршио је Школу националне одбране – Високе студије безбедности и одбране. Завршава докторске студије из области економских наука, са усмерењем на финансијску контролу, управљање, извештавање и ревизију, Универзитет Привредна академија, Нови Сад.
Професионално искуство стицао је на руководећим позицијама у области финансијског и извршног менаџмента у реномираним домаћим и међународним компанијама (Comtrade, Kabel-X). Уско је усмерен на међународне финансије и банкарство, финансијску контролу и управљање, финансијско извештавање и ревизију.
Објавио је више радова у водећим домаћим и страним научним и стручним часописима из економије и финансија.
Од 2012. до избора за министра одбране 2016. године био је државни секретар у Министарству одбране.
Председник је Политичког савета за родну равноправност Владе Републике Србије и Национални директор за наоружање.
Стекао је више угледних професионалних сертификата.
Од марта 2021. до маја 2024 био је вршилац дужности директора јавног предузећа Пошта Србије.
Тренутно обавља дужност специјалног саветника у јавном предузећу Југоимпорт СДПР.
Говори енглески и руски језик.

## Лични живот
Добитник је награде „Михаило Петровић-Алас“ из области математике. Члан је удружења Менса Србија.
Ожењен је, из првог брака има сина и ћерку.

## Одликовања
- Орден Његоша I реда[3]